# Witte steur
De witte steur (Acipenser transmontanus, wat "steur van voorbij de bergen" betekent) is een steur uit het geslacht Acipenser. De witte steur komt vooral voor langs de westkust van Noord-Amerika, van de Aleoeten tot aan centraal Californië.
De witte steur is de grootste zoetwatervis van Noord-Amerika, en de op twee na grootste steur ter wereld (na de Belugasteur en de Kalugasteur). Een witte steur kan tot 816 kilo zwaar worden.

## Uiterlijk
De witte steur heeft een lang, slank lichaam, kop en bek. De vis heeft geen gewone schubben, maar grote hoornachtige schubben die dienstdoen als natuurlijk pantser. De witte steur komt voor in de kleuren grijs, bleek olijfkleurig, of grijs-bruin. De vinnen zijn altijd grijs. De onderbuik van de steur is wit. De vis heeft vier baarddraden nabij zijn grote, tandenloze mond.
Steuren behoren officieel tot de Beenvisachtigen, maar hebben meer kraakbeen dan echt bot. Hun skelet is vergelijkbaar met dat van een haai. Steuren zijn maar relatief weinig veranderd sinds de soort ongeveer 175 miljoen jaar geleden is ontstaan.

## Habitat
De witte steur komt voor op de bodem van traagstromende rivieren, baaien en estuariums. Behalve in zoet water kunnen ze ook in brak water leven. Ze kunnen goed voorbijdrijvend voedsel vinden met hun sterk ontwikkelde reuk- en smaakzintuigen.
Witte steuren zijn anadroom. Ze migreren meerdere keren in hun leven van zout naar zoet water en andersom. Tijdens het paaiseizoen begeven witte steuren zich naar schone, snelstromende rivieren, met grind of grotere stenen op de bodem. Vanwege het bouwen van dammen in rivieren als de Snake en Columbia zijn meerdere populaties van de witte steur afgesloten geraakt van de zee, en leven nu uitsluitend in zoetwater.

## Levenscyclus

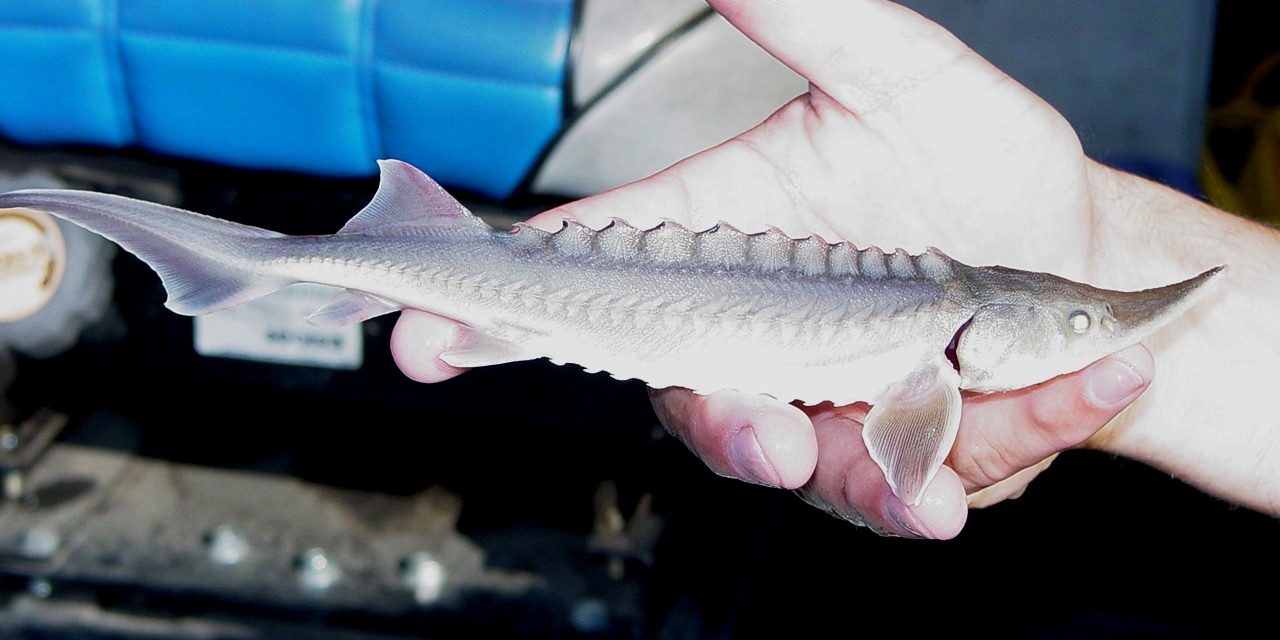
Jonge witte steur

De witte steur paait meerdere keren in zijn leven. Vrouwtjes paaien minder vaak naarmate ze ouder worden, maar produceren wel elke keer meer eieren.
Het paaiseizoen van de witte steur is doorgaans ver in het voorjaar of vroeg in de zomer. Steuren paaien bij voorkeur in water met een temperatuur van 14 tot 19 graden Celsius. De vrouwtjes, die vaak veruit in de meerderheid zijn, laten gemiddeld 100.000 tot een miljoen eitjes los, die dan door de mannetjes worden bevrucht. De bevruchte eitjes zinken naar de bodem. De eitjes hebben een bruine kleur en komen binnen ongeveer een week uit, afhankelijk van de watertemperatuur.
De larven van de witte steur zijn bij de geboorte ongeveer 13 centimeter lang, en lijken qua uiterlijk op kikkervisjes. Ze laten zich met de stroming meedrijven tot ze een geschikte habitat vinden. Binnen een maand na de geboorte ontwikkelt de larve vinnen en schubben. De jonge witte steuren voeden zich met insecten, kleine vissen en kleine schaaldieren. Binnen 5 tot 11 jaar worden de witte steuren volwassen, maar ook dit is afhankelijk van de temperatuur van het water.
Witte steuren kunnen 100 jaar oud worden. Ze groeien relatief langzaam in vergelijking met andere vissen.

## Voedsel
Met zijn baarddraden kan een witte steur voelen of een potentiële voedingsbron eetbaar is of niet, voor ze deze inslikken. De voeding van de witte steur hangt af van zijn omgeving. In de Columbia voedt de vis zich vooral met dode vissen, schaaldieren en weekdieren. Prikken, die rond dezelfde tijd als de witte steuren de rivier opzwemmen om te paaien, vormen in het paaiseizoen een favoriete prooi. Ook spieringen worden veel gegeten door witte steuren in het paaiseizoen.

## Vangst
Historisch is de witte steur van groot belang voor zowel de commerciële visserij als sportvissen. In de jaren 80 van de 19e eeuw werd er veel op witte steur gevist, maar dit leidde er al snel toe dat de vis dreigde uit te sterven. Er werd op het hoogtepunt meer dan 5,5 miljoen pond witte steur gevangen. In de jaren 40 van de 20e eeuw werd de visserij op witte steuren daarom sterk aan banden gelegd. Toch wordt er ook vandaag de dag nog op witte steuren gevist.
Ook bij sportvisserij zijn beperkingen gesteld aan het vangen van witte steuren. Zo mogen sportvissers alleen witte steuren van 96.5 tot 137 centimeter groot vangen.

## Bedreigingen
Behalve visserij is ook het bouwen van dammen een bedreiging voor de witte steur. Veel populaties kunnen de zee niet meer bereiken, en door dammen verdwijnen veel paaiplaatsen. Momenteel is de witte steur populatie in de onderste helft van de Columbia de enige gezonde populatie in die rivier. Populaties die zijn afgesneden van de zee kunnen veel belangrijke voedingsbronnen niet meer vinden.